# Сакаэ (посёлок)
Сакаэ (яп. 栄町 Сакаэ-мати) — посёлок в Японии, находящийся в уезде Имба префектуры Тиба. Площадь посёлка составляет 32,46 км², население — 21 142 человека (1 августа 2014), плотность населения — 651,32 чел./км².

## Географическое положение
Посёлок расположен на острове Хонсю в префектуре Тиба региона Канто. С ним граничат города Нарита, Индзай и посёлки Тоне, Кавати.

## Население
Население посёлка составляет 21 142 человека (1 августа 2014), а плотность — 651,32 чел./км². Изменение численности населения с 1980 по 2005 годы:
| 1980 | 9553 чел.   |  |
| 1985 | 14 208 чел. |  |
| 1990 | 22 493 чел. |  |
| 1995 | 25 615 чел. |  |
| 2000 | 25 475 чел. |  |
| 2005 | 24 377 чел. |  |

## Символика
Деревом посёлка считается камелия сасанква, цветком — горечавка шероховатая.